# Regeringen Jatsenjuk II
Den artikel handler sig om Jatsenjuks anden regering, for Jatsenjuks første regering, se Regeringen Jatsenjuk I.
Regeringen Jatsenjuk II er den nuværende ukrainske regering, som blev dannet efter parlamentsvalget den 26. oktober 2014. Den ledes af Arsenij Jatsenjuk. Regeringskoalitionen består af fem partier. I koalitionen indgår Jatsenjuks parti, Folkefronten, præsident Petro Porosjenkos partiblok, Petro Porosjenko-blokken, den tidligere statsminister Julia Timosjenkos parti Fædrelandsforbundet, Selvhjælp, et EU-orienteret parti med base i det vestlige Ukraine, som gik frem ved valget, samt højrepopulisten Oleh Ljasjkos Det Radikale Parti. Ukraines parlament, Verkhovna Rada, godkendte regeringen den 3. december 2014. Fire ud af fem partier har ministerposter, kun Det Radikale Parti er uden.
Den 14. april 2016 aflagde parlamentsmedlemmet sin afstemning, hvilket resulterede i, at Jatsenjuk blev erstattet af ny premierminister Hrojsman og hans Hrojsman-regering.